# 三園浄水場
三園浄水場（みそのじょうすいじょう英称 Misono Purification Plant）は、東京都板橋区三園にある東京都水道局の浄水場。

## 概要
敷地一部が埼玉県和光市にかかる。昭和46年（1971年）4月1日工業用水道通水。昭和50年（1975年）9月29日上水道通水。原水は利根川水系の荒川の表流水から引き入れている。原水は三園浄水場で浄水され、練馬区にある練馬給水所及び板橋区にある板橋給水所にそれぞれ送水する。直接配水系統として板橋区に配水している。工業用水道は利根川水系の水に加え、玉川浄水場から送水された処理水を混合()した上で配水している。
正式部署名は東京都水道局朝霞浄水管理事務所三園浄水場である。

## 三園浄水場の特徴

### 原水導水施設
荒川にある秋ヶ瀬取水堰で取水された原水は、朝霞水路に導かれ、沈砂池を経て新河岸川をサイフォンで渡り、三園導水ポンプ所内にある接合井まで自然流下で導水される。原水導水施設のうち沈砂池までは独立行政法人水資源機構秋ヶ瀬管理所が管理している。

### 三園導水ポンプ所
導水ポンプは立軸片吸込渦巻ポンプ（φ1,400mm×1,000mm、吐出流量262m3/min、揚程17m、電動機出力1,100kW、3台）があり、液体抵抗器による二次抵抗法を用いた回転数制御により、原水量の変動に対応している。ポンプから圧送された原水は導水管（ダクタイル鋳鉄管、φ2,200mm、総延長5,990m）によって三園浄水場着水井まで導水される。

### 着水井
R.C構造で、上水用及び工水用の2区画に分かれており、長さ20.0m×幅20.0m×有効水深5.80m、有効容量1,600m3。

### 急速かくはん池
上下迂流方式によるR.C構造で、長さ4.0m、幅4.0m、有効水深4.7mで4池ある。フラッシュミキサ（立軸下羽根タービン形、翼形φ1,700mm、回転数17rpm、電動機出力5.5kW）4台により無機凝集剤（PAC…ポリ塩化アルミニウム）を注入した原水を急速かくはんする。

### 原水渠
幅1.5m、高さ2.4m、総延長53.7mで1群用及び2群用のデュアル仕様になっている。

### フロック形成池
長さ14.2m、幅24.0m、有効水深3.8m、有効容量1,295m3で6池あり、水中機械かくはん上下迂流方式を採用している。この方式は上下交互の阻流板を設けてフロキュレータ（中空立軸下羽根付円盤型、翼形φ2,450mm、回転数0.3～6.0rpm、電動機出力0.75～3.70kW、VVVFインバータ制御）16台で34分間かけてゆっくりとかくはんし、細かいフロック同士を結合させて大きく重いフロックに成長させる。

### 薬品沈殿池
エネルギー消費が排泥以外にほとんど無く沈殿効率の高いウノ式傾斜板沈降装置を採用している。長さ23.8m、幅24.0m、有効水深3.9m、有効容量2,227m3/池で6池ある。傾斜板装置（硬質塩化ビニル樹脂製、板間隔100mm、傾斜角60度、傾斜板数13,920枚/池）及び排泥掻寄機（リンクベルト式、6台）から構成されている。沈殿したフロックは排泥掻寄機により掻き集められ、排泥弁で自動的に排泥池へ排泥される。上澄みの沈殿処理水は上部に設けられたトラフで集水される。

### 急速ろ過池
ろ過池は1群及び2群の計28池あり、荏原インフィルコ株式会社（現在の株式会社荏原製作所）製のGLF（グリンリーフフィルター）自然平衡型ろ過池（長さ16.9m、幅10.25m、有効水深6.99m、有効容量143m3/池）ユニットを採用している。
これは表面洗浄（表洗）は表洗ポンプ（φ400mm×200mm、吐出流量12.0m3/min、揚程50m、電動機出力150kW、2台）及び回転式表面洗浄装置8基を用いるが、逆流洗浄（逆洗）はユニット内の他のろ過池で処理したろ過水を用いるもので、真空サイフォン及び堰を用いた単純で保守管理の容易な優れたシステムである。逆洗工程終了後にスローダウン(SD)及びスロースタート(SS)工程を含めた洗浄制御でクリプトスポリジウムの被害を防いでいる。
ろ過層はアンスラサイト（層厚30cm）及び砂（層厚30cm）を用いた重力固定二層ろ過方式及び単層ろ過池（層厚60cm）を採用している。前者は砂のみを用いた単層ろ過方式と比較してろ高が上がりにくいという長所を有しているが、反面ろ材が砂と比較して軽い短所がある。したがって洗浄水量をやや少なめにしないとアンスラサイトが流出したり、沈殿処理水の流入をうまく調整しないとろ材が不陸を起こすので、ろ過池制御は注意を払う必要がある。通常の洗浄は任意に決定されたろ過池を自動工程で洗浄する様になっている。

## アクセス方法
- 鉄道
  - 都営三田線西高島平駅（駅番号I-27）下車、徒歩7分。

- バス
  - 東武東上本線成増駅北口下車。
  - 東京メトロ有楽町線地下鉄成増駅（駅番号Y-02）5番出入口下車。

2番乗り場から国際興業（増14系統）下笹目（北山下橋・笹目橋経由）行に乗り、14分。笹目橋停留所下車。
2番乗り場から国際興業（高01系統）高島平操車場（北山下橋・西高島平駅経由）行に乗り、13分。下新倉停留所下車。